# Yem Sambaur
Yem Sambaur (ur. 1913, zm. 1989) – kambodżański polityk.
Działał w założonej przez księcia Sisowatha Yuthevonga Partii Demokratycznej. Pełnił funkcje szefa policji oraz ministra spraw wewnętrznych. Głosząc hasła walki z korupcją w szeregach macierzystego ugrupowania stanął na czele rozłamowej frakcji, która weszła w koalicję z Partią Liberalną (1948). 12 lutego 1949 został premierem. Gabinetem kierował do 20 września 1949. 29 września ponownie przejął obowiązki szefa rządu. Pełnił je do 28 kwietnia 1950.
W latach późniejszych był członkiem Sangkumu, nie odgrywał już jednak żadnej roli w polityce.